# ココノエ
ココノエ（九重、学名：Prunus lannesiana Wils. cv. Homogena）はバラ科、サクラ属の植物。サトザクラ群の園芸品種の桜。
花は八重咲きで薄紅色。花が枝垂れる特徴がある。
常照皇寺には光厳天皇がお手植えと伝えられる九重桜が植わっている。樹齢600年を越しており国定天然記念物となっている。